# Arancedo (lugar)
Arancedo es un lugar perteneciente a la parroquia de Arancedo, en el concejo de El Franco, comarca de Eo-Navia, Principado de Asturias, España.